# آيت لحسن (آيت يحيى 1)
آيت لحسن هو دُوَّار يقع بجماعة آيت سدرات السهل الغربية، إقليم تنغير، جهة درعة تافيلالت في المملكة المغربية. ينتمي الدوّار لمشيخة آيت يحيى 1 التي تضم 20 دواوير. يقدر عدد سكانه بـ 207 نسمة حسب الإحصاء الرسمي للسكان والسكنى لسنة 2004.

## وصلات خارجية
- البوابة الوطنية للجماعات الترابية
- المندوبية السامية للتخطيط